# カリーナ・カネラキス
カリーナ・カネラキス (Karina Canellakis, 1981年8月23日 - ) は、アメリカ合衆国の指揮者、ヴァイオリニストである。

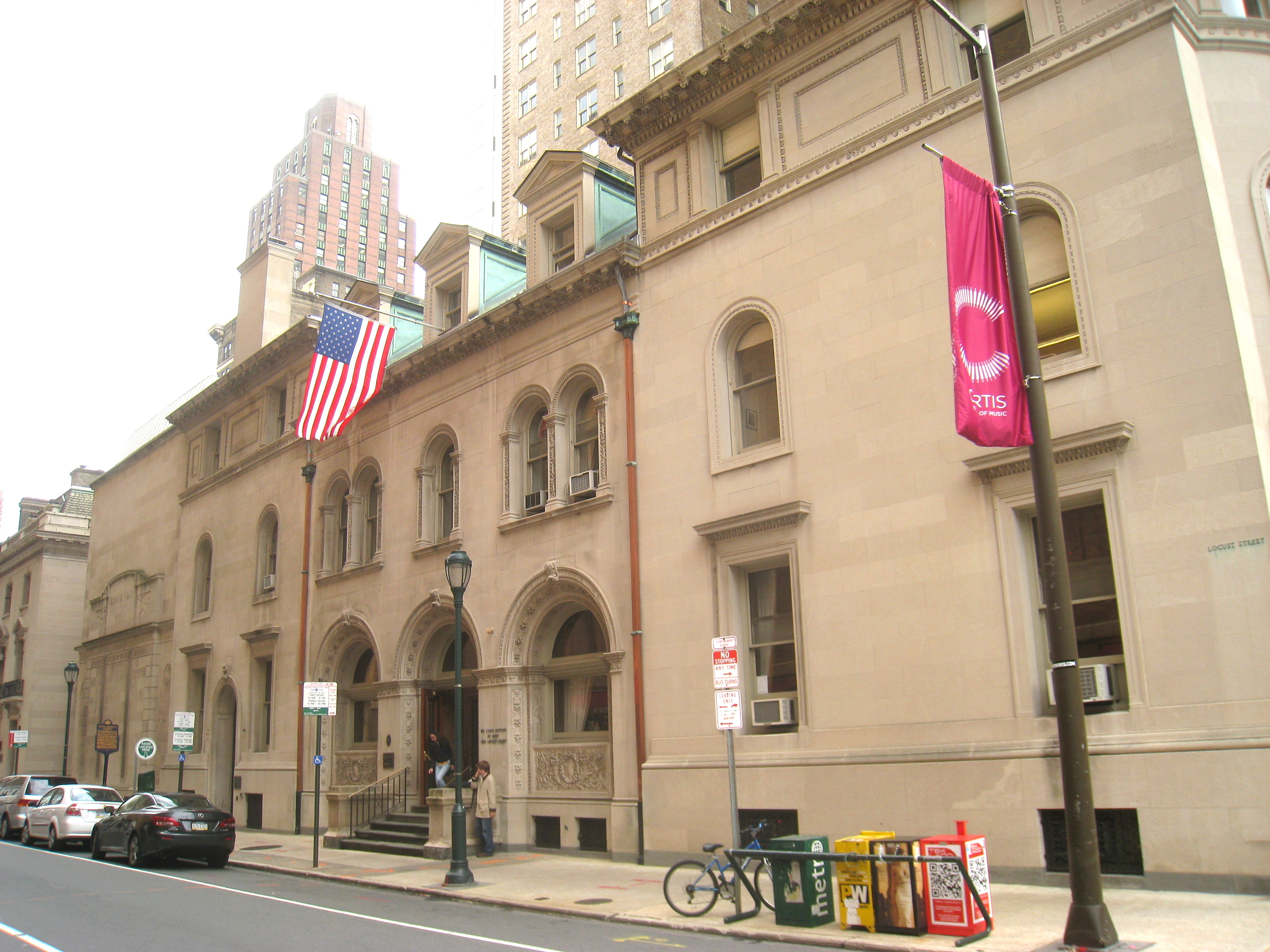
カーティス音楽院（フィラデルフィア）

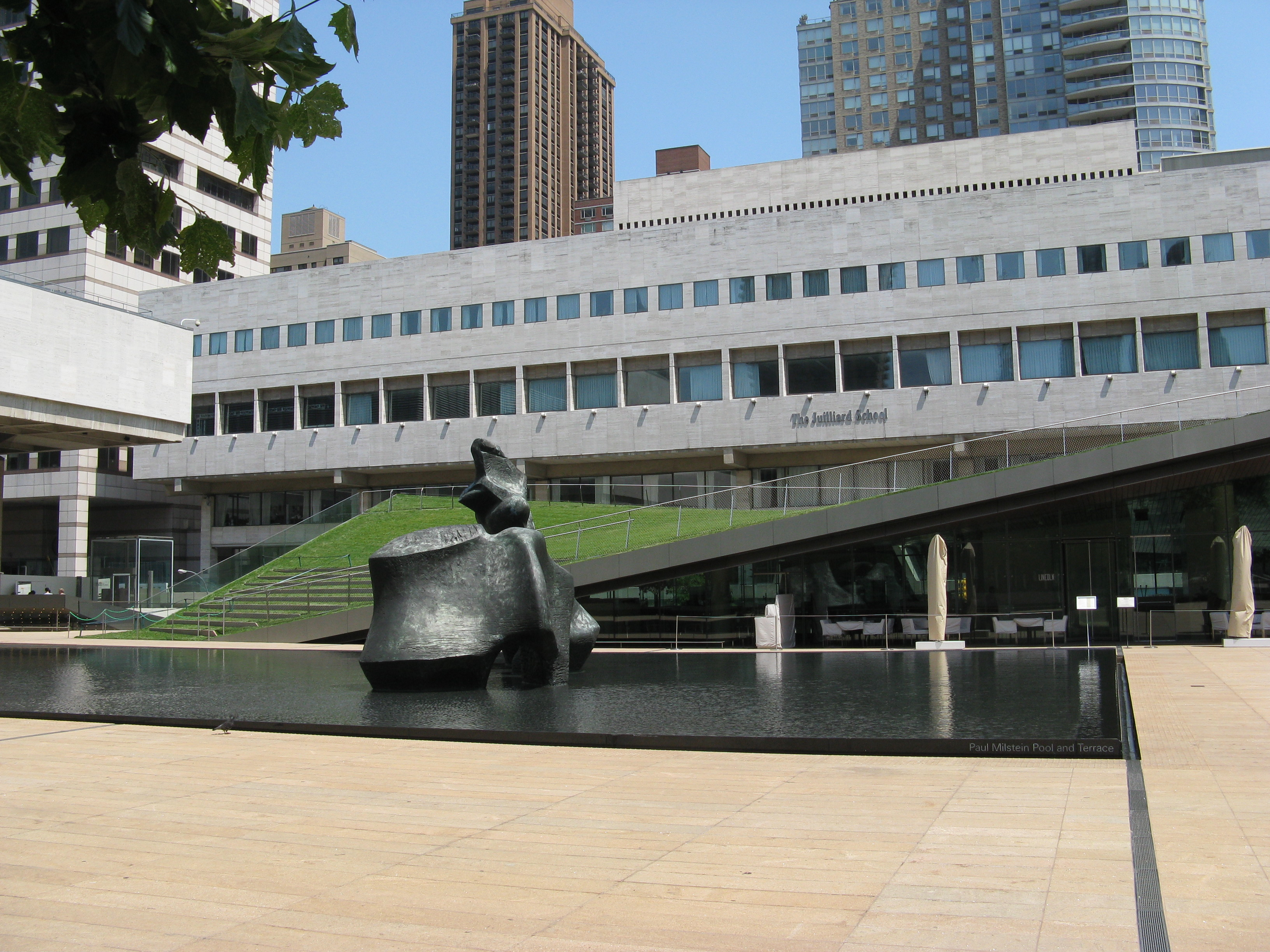
ジュリアード音楽院（ニューヨーク）

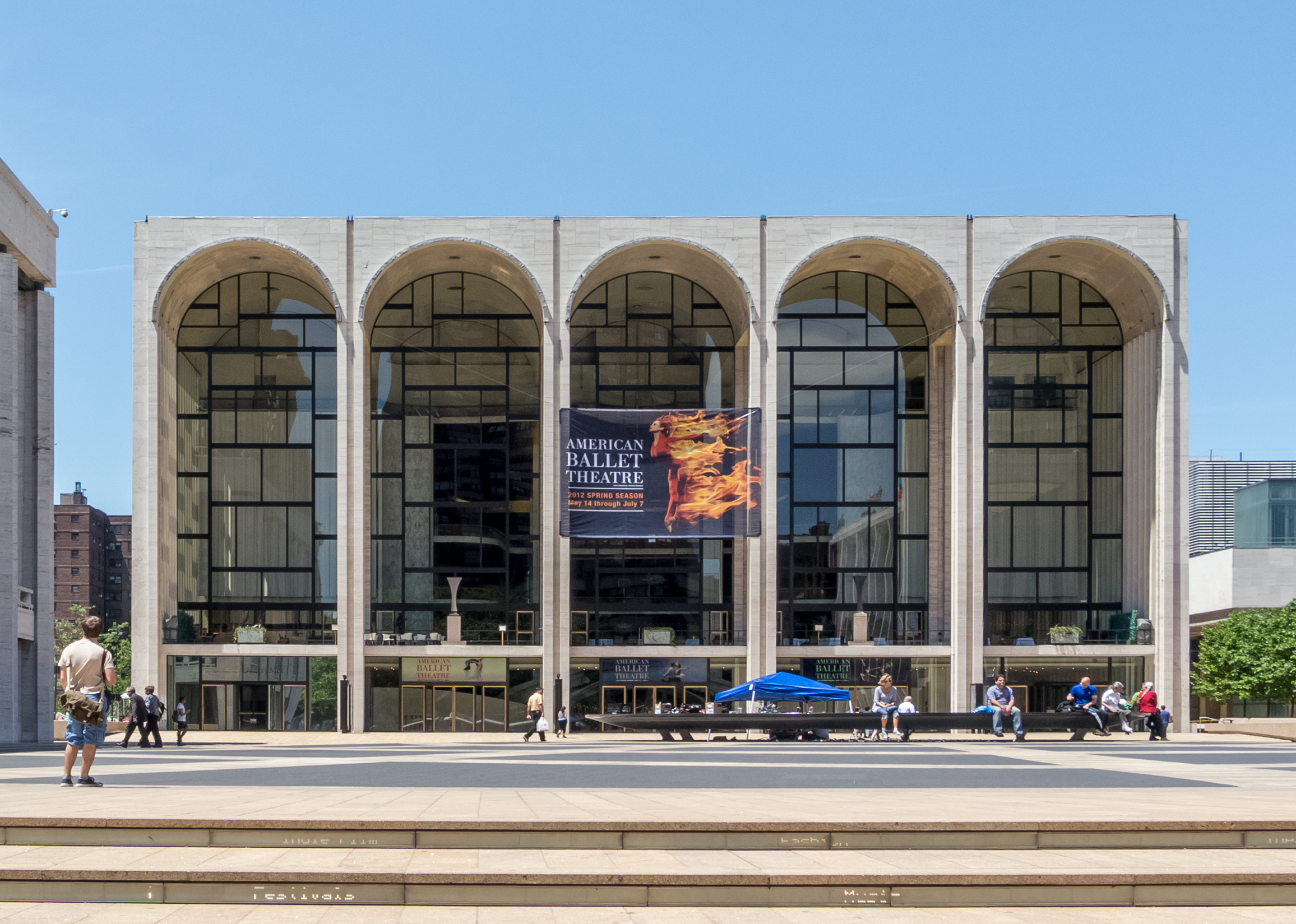
メトロポリタン歌劇場（ニューヨーク）

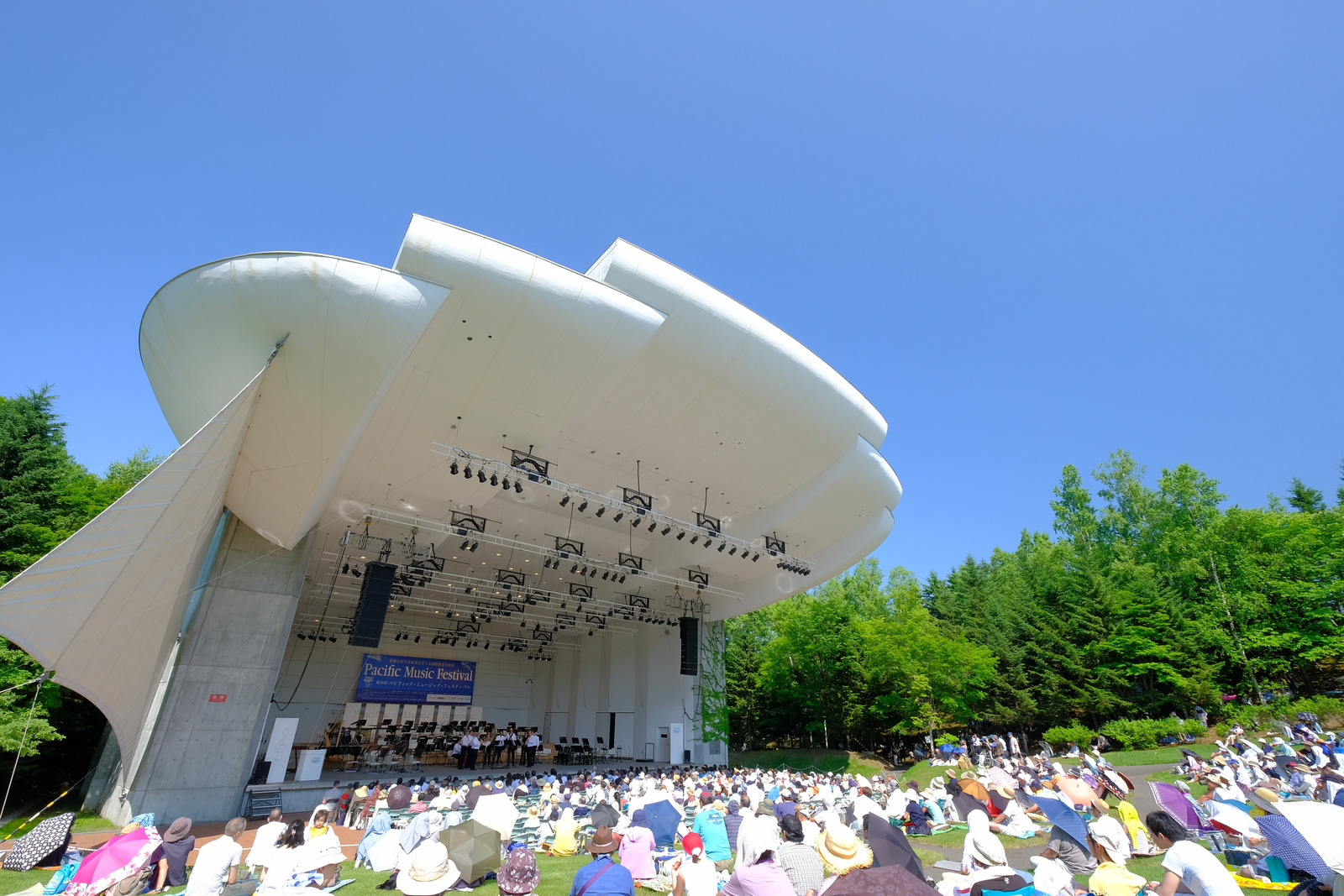
PMFのコンサート主会場の一つ、札幌芸術の森・野外ステージ（札幌）

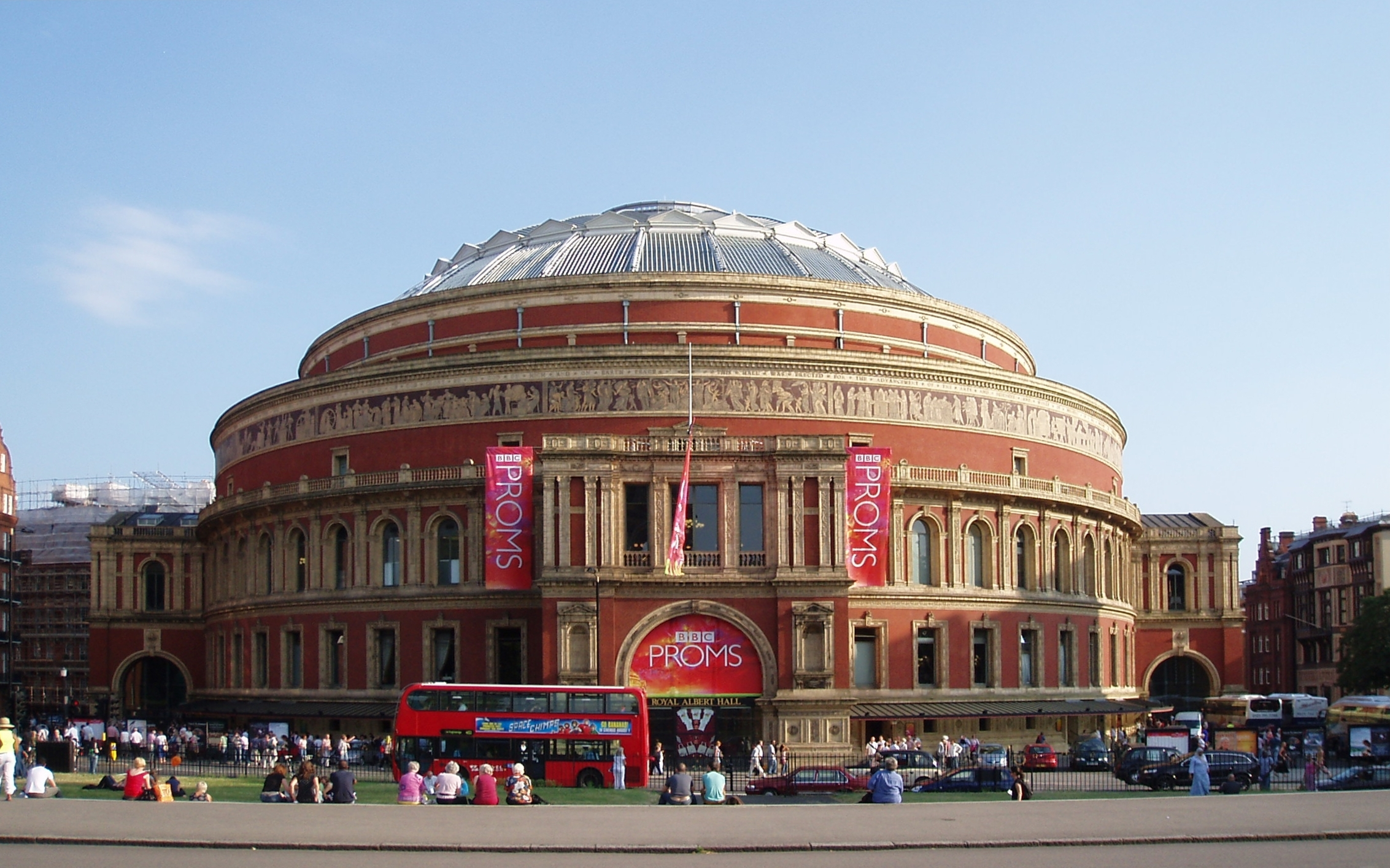
BBCプロムスが行われるロイヤル・アルバート・ホール（ロンドン）

## 略歴
ジュリアード音楽院で出会った両親のもと、ニューヨークで生まれ育った。なお、父のマーティンはニューヨークのクイーンズ・カレッジ・オーケストラル・ソサエティ、クイーンズボロー・オーケストラ、およびウェストチェスター交響楽団の音楽監督を務めた指揮者であり、母のシェリルはピアニストである。
『セサミストリート』におけるイツァーク・パールマンの演奏に惹かれ、3歳からヴァイオリンを始める。指揮者になろうという意志は12歳ごろから抱いており、のちにチェリストとなった弟ニコラス（2017年に、ベートーヴェンの『ピアノとヴァイオリンとチェロのための三重協奏曲』で指揮者としての姉と初めて共演した）とともに指揮のクラスに出席して、ユース・オーケストラを指揮していたが、ヴァイオリンの練習のために一旦中断した。その後、フィラデルフィアのカーティス音楽院でヴァイオリンをアイダ・カヴァフィアンに師事し、在学中からソロ・室内楽活動を行ない、2004年に卒業した。
2005年から2年間、カラヤン・アカデミーの学生としてベルリン・フィルハーモニー管弦楽団でヴァイオリンを演奏したが、カネラキスが第一ヴァイオリン奏者の一人として参加したシェーンベルク作曲『浄夜』の室内楽コンサートを聴いたサイモン・ラトルは、指揮の道に進むようカネラキスに勧めた。その後、ヴァイオリンの演奏を続けながら、ニューヨークのジュリアード音楽院の指揮科に入学し、アラン・ギルバートから「ヴァイオリンを離れる時間を心配することはない」と諭された。なお、ジュリアード音楽院ではファビオ・ルイージにも学んでおり、ルイージがメトロポリタン歌劇場で行なった『ニーベルングの指環』ツィクルスのリハーサルを見学している。また、パシフィック・ミュージック・フェスティバル (PMF) 2012のコンダクティング・アカデミーや、タングルウッド音楽祭に参加した。
2013年にはプロの指揮者として正式にデビューし、同年12月にはヤープ・ヴァン・ズヴェーデンが音楽監督を務めていたダラス交響楽団のアシスタント・コンダクターに就任した。なお、2014年10月には、肩を痛めて急遽降板したズヴェーデンに代わって、リハーサルなしでショスタコーヴィチの交響曲第8番を指揮しており、このコンサートは新聞にて「今年のハイライト」に選ばれた。2015年には、オーストリアのグラーツでニコラウス・アーノンクールの代役としてヨーロッパ室内管弦楽団を指揮してヨーロッパデビューを果たし、2016年にはショルティ財団が主催するサー・ゲオルク・ショルティ・コンダクティング・アワードを受賞した（フランクフルトのショルティ国際指揮者コンクールとは別のアワード）。また、2017年にはイギリスのプロムスに指揮者としてデビューした（ちなみにカネラキスは2008年に、ベルナルト・ハイティンクが指揮するシカゴ交響楽団のヴァイオリン奏者として初めてプロムスに参加しており、マーラーの交響曲第6番を演奏している）。さらに2018年には、ロンドン・フィルハーモニー管弦楽団、パリ管弦楽団、ウィーン交響楽団にデビューするとともに、ノーベル賞の授賞式にてロイヤル・ストックホルム・フィルハーモニー管弦楽団を指揮した。2019年には、BBC交響楽団・BBCシンガーズを指揮して、女性指揮者として初めてプロムスのオープニングを飾ったり、批評家たちからザ・イマージング・タレント賞を受賞したりしている。
2019年より、オランダ放送フィルハーモニー管弦楽団の首席指揮者と、ベルリン放送交響楽団の首席客演指揮者を務めている。また、2020年2月にはフィラデルフィア管弦楽団にデビューし、同年9月からはロンドン・フィルハーモニー管弦楽団の首席客演指揮者に就任する。
ヴァイオリニストとしてはシカゴ交響楽団で演奏したり、ベルゲン交響楽団のゲスト・コンサートマスターを務めたり、オーケストラのソリストとして活動したりしている。ブーレーズ、ラトル、ハイティンクらの指揮のもとで演奏しているほか、ヴァイオリン演奏と指揮を兼ねる「弾き振り」も行っている。なお、使用楽器は、個人パトロンから特別貸与された、1782年のマンテガッツァ製ヴァイオリンである。

## 「女性指揮者」として
活躍する女性指揮者に贈られるタキ・コンコルディア・コンダクティング・フェローシップを、2013年に受賞している。カネラキスは「女性指揮者」への特別な支援はもういらないと語りつつ、女性が指揮者として活躍する道を切り開いたマリン・オールソップに敬意を示している。

## ディスコグラフィ
- 『アンソニー・チュン：モア・マルギナリア／アズームド・ロールズ／バガテル集』 - パイヤ・パパッチのヴィオラ独奏のもと、インターナショナル・コンテンポラリー・アンサンブルを指揮してアンソニー・チュン作曲の『アシュームド・ロールズ』を演奏している[33]。
- 『藤倉大：チャンス・モンスーン／レア・グラヴィティ／チェロ協奏曲（アンサンブル版）』 - カティンカ・クレインのチェロ独奏のもと、インターナショナル・コンテンポラリー・アンサンブルを指揮して藤倉大作曲の『チェロ協奏曲（アンサンブル・バージョン）』を演奏している[34]。

## 初演作品
- デイヴィッド・ラングのオペラ『ザ・ルーザー』[35][36]
- ピーター・マクスウェル・デイヴィスのオペラ『ザ・ホグブーン』[3]
- セバスティアン・カリアー『ヴァイオリン協奏曲』[17]